# 穆家店站
穆家店站是位于吉林省白城市洮北区林海镇甜水村的一个铁路车站，邮政编码137106。车站建于1925年，有平齐铁路经过该站，现仅办理专用线、专用铁路货运作业，不办理客运业务，车站及其上下行区间均已电气化。车站距离四平站338公里，隶属沈阳铁路局白城车务段，是四等站。